# 黒部市総合公園
黒部市総合公園（くろべしそうごうこうえん）は、富山県黒部市堀切（風の塔のみ同市生地新字鴨尻306-1）にある都市公園（総合公園）である。
1988年から2004年にかけて整備された敷地面積約13.8haの公園であり、「スポーツ健康都市」を目指す市の拠点施設でもある。

## 主な施設
- 黒部市総合体育センター
- 黒部市美術館
- 名水の里の塔（黒部市総合体育センター前にあり、黒部川扇状地の伏流水を使用した噴水）
- 風の塔（ロン・ヘロンおよび富山建築研究所設計の鉄骨造のモニュメント。富山県の「まちのかお事業」で造られた建造物の一つとして1993年に完成）[1]

## 周辺
- PLANT 黒部店
- 道の駅KOKOくろべ

## 交通
- 鉄道
  - あいの風とやま鉄道線 黒部駅より車で約5分。
  - 北陸新幹線 黒部宇奈月温泉駅より車で約15分。
- 道路
  - 北陸自動車道黒部ICから車で約15分。